# Eduard Campabadal Clarós
Eduard 'Edu' Campabadal Clarós (nascut el 26 de gener de 1993) és un futbolista professional català que juga pel CD Lugo. Tot i que és principalment lateral dret, també pot jugar com a defensa central.

## Trajectòria esportiva

### Wigan Athletic
Nascut a Tarragona, Catalunya, Campabadal va fitxar pel Wigan Athletic FC el juliol de 2012 després de ser descartat pel FC Barcelona. Va debutar amb el primer equip el 19 de maig de 2013, en la darrera jornada de la Premier League en un partit que acabà empatat 2–2 contra l'Aston Villa FC.

### Córdoba
El 21 de juliol de 2013, Campabadal va signar un contracte de dos anys amb el Córdoba CF de la segona divisió, i començà jugant amb l'equip filial a la segona divisió B. Va debutar amb el primer equip el 8 de desembre, com a titular, en una derrota fora de casa per 1–2 contra el Reial Saragossa.
Campabadal va jugar 17 partits durant la temporada 2013–14, en la qual els andalusos varen pujar a primera divisió, després de 42 anys d'absència. El 12 de setembre de 2014 va debutar a la categoria, en un empat 1–1 a fora contra la UD Almería tot i que va haver de ser substituït per lesió al minut 68.

### Mallorca i Lugo
El 3 de juliol de 2015 Campabadal va fitxar pel RCD Mallorca, després de rescindir el contracte amb el Córdoba. El 6 de juliol de 2017, després de descendir, va signar contracte per dos anys amb el CD Lugo.